# Piergentile da Varano
Piergentile da Varano (San Ginesio, 1400 – Recanati, 6 settembre 1433) è stato un politico italiano, signore di Camerino dal 1424 a 1433.

## Biografia
Era figlio di Rodolfo III da Varano e di Costanza Smeducci.
Poco dopo la morte del padre, nel 1430 fece la divisione dei beni con i suoi fratelli e a lui toccarono diversi castelli, tra i quali Fiastra, Fiordimonte, Borgiano, Vestignano, Dignano.
I fratelli Gentilpandolfo e Berardo, nati da Elisabetta Malatesta, prima moglie del padre Rodolfo, decisero di eliminare gli altri due Piergentile e Giovanni, nati dal secondo matrimonio. Nel 1433 i congiurati fecero un accordo segreto con Giovanni Maria Vitelleschi (era al tempo vescovo di Macerata e Recanati), che invitò i due fratelli ad un convegno a San Severino: Giovanni non partecipò, mentre Piergentile venne immediatamente messo in carcere e quindi portato a Recanati, dove venne decapitato il 6 settembre 1433.
Lasciò tutti i suoi beni al duca di Milano Filippo Maria Visconti.

## Discendenza
Piergentile sposò Elisabetta Malatesta ed ebbero quattro figli:
- Francesca, monaca
- Rodolfo (?-1464), signore di Camerino
- Eufrasia, monaca
- Costanza (1428-1447), sposò Alessandro Sforza

## Ascendenza
|                       |   |                                   | Genitori            |  |  | Nonni |  |  | Bisnonni             |  |  | Trisnonni            |  |
|                       |   |                                   |                     |  |  |       |  |  | Berardo II da Varano |  |  | Gentile II da Varano |  |
|                       |   |                                   |                     |  |  |       |  |  | Berardo II da Varano |  |  | Gentile II da Varano |  |
|                       |   | …                                 |                     |  |  |       |  |  | Berardo II da Varano |  |  |                      |  |
| Gentile III da Varano |   |                                   |                     |  |  |       |  |  | Berardo II da Varano |  |  |                      |  |
|                       |   | Bellafiore di Gualtiero Brunforte | Gualtiero Brunforte |  |  |       |  |  |                      |  |  |                      |  |
|                       |   | Bellafiore di Gualtiero Brunforte | Gualtiero Brunforte |  |  |       |  |  |                      |  |  |                      |  |
|                       |   | Bellafiore di Gualtiero Brunforte | …                   |  |  |       |  |  |                      |  |  |                      |  |
| Rodolfo III da Varano |   | Bellafiore di Gualtiero Brunforte |                     |  |  |       |  |  |                      |  |  |                      |  |
|                       |   | …                                 | …                   |  |  |       |  |  |                      |  |  |                      |  |
|                       |   | …                                 | …                   |  |  |       |  |  |                      |  |  |                      |  |
|                       |   | …                                 | …                   |  |  |       |  |  |                      |  |  |                      |  |
| Teodora Salimbeni     |   | …                                 |                     |  |  |       |  |  |                      |  |  |                      |  |
|                       |   | …                                 | …                   |  |  |       |  |  |                      |  |  |                      |  |
|                       |   | …                                 | …                   |  |  |       |  |  |                      |  |  |                      |  |
|                       |   | …                                 | …                   |  |  |       |  |  |                      |  |  |                      |  |
| Piergentile da Varano |   | …                                 |                     |  |  |       |  |  |                      |  |  |                      |  |
|                       | … | …                                 |                     |  |  |       |  |  |                      |  |  |                      |  |
|                       | … | …                                 |                     |  |  |       |  |  |                      |  |  |                      |  |
|                       | … | …                                 |                     |  |  |       |  |  |                      |  |  |                      |  |
| …                     | … |                                   |                     |  |  |       |  |  |                      |  |  |                      |  |
|                       |   | …                                 | …                   |  |  |       |  |  |                      |  |  |                      |  |
|                       |   | …                                 | …                   |  |  |       |  |  |                      |  |  |                      |  |
|                       |   | …                                 | …                   |  |  |       |  |  |                      |  |  |                      |  |
| Costanza Smeducci     |   | …                                 |                     |  |  |       |  |  |                      |  |  |                      |  |
|                       |   | …                                 | …                   |  |  |       |  |  |                      |  |  |                      |  |
|                       |   | …                                 | …                   |  |  |       |  |  |                      |  |  |                      |  |
|                       |   | …                                 | …                   |  |  |       |  |  |                      |  |  |                      |  |
| …                     |   | …                                 |                     |  |  |       |  |  |                      |  |  |                      |  |
|                       |   | …                                 | …                   |  |  |       |  |  |                      |  |  |                      |  |
|                       |   | …                                 | …                   |  |  |       |  |  |                      |  |  |                      |  |
|                       |   | …                                 | …                   |  |  |       |  |  |                      |  |  |                      |  |
|                       |   | …                                 |                     |  |  |       |  |  |                      |  |  |                      |  |